# Paul Lehmann-Brauns

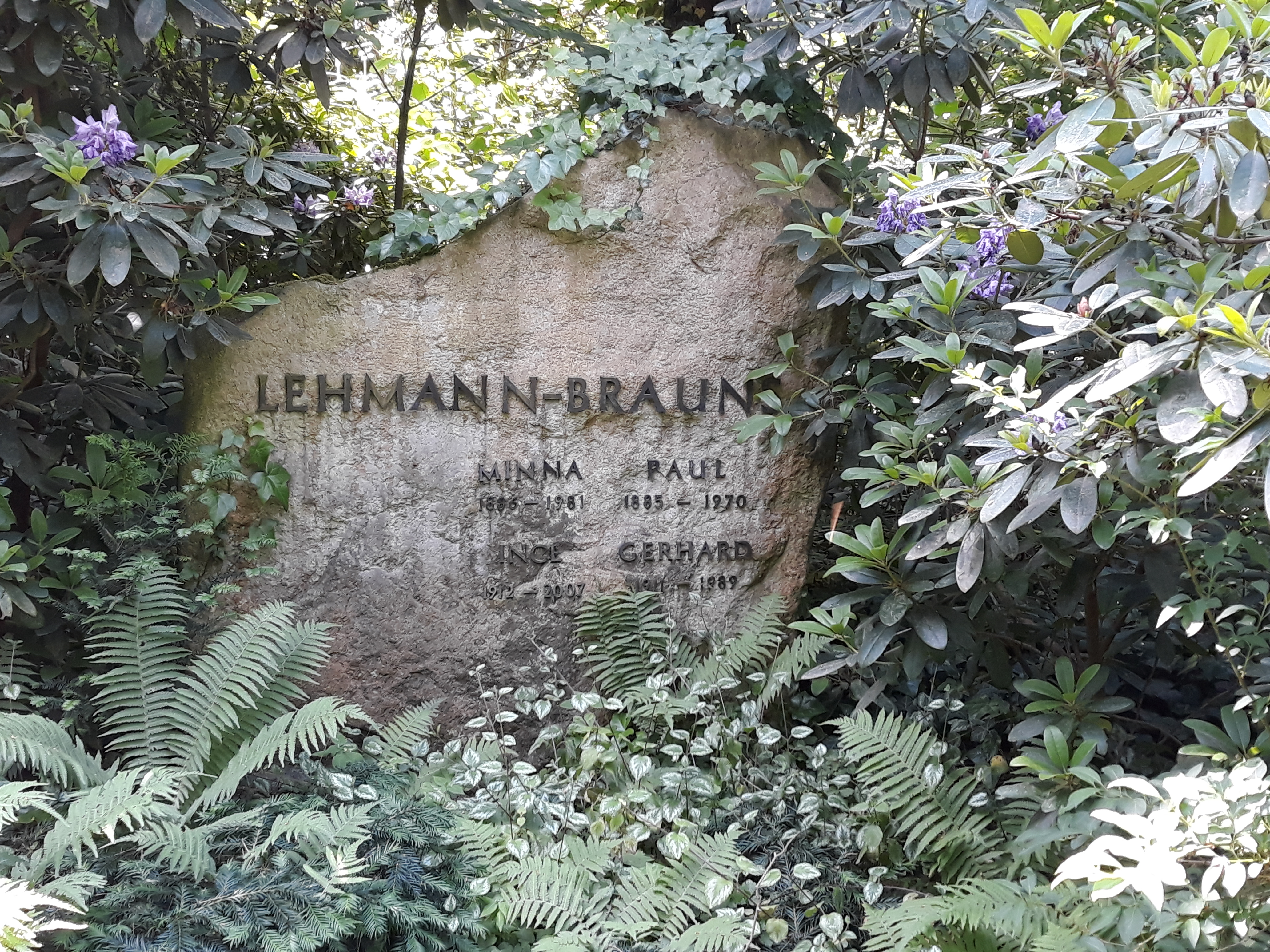
Das Grab von Paul Lehmann-Brauns und seiner Ehefrau Minna geborene Götze im Familiengrab auf dem Parkfriedhof Lichterfelde in Berlin

Paul Lehmann-Brauns (* 23. Oktober 1885 Neufahrwasser; † 24. April 1970 in Berlin) war ein deutscher Landschafts- und Industriemaler.

## Leben

### Namensfindung
Geboren wurde er als Max Felix Paul Lehmann in Neufahrwasser, Danzigs Hafenort an der Weichselmündung. Seine Kindheit verbrachte er allerdings in Halle (Saale). In der Zeit von 1899 bis 1905 machte er eine Ausbildung zum Volksschullehrer in Wandersleben und am Lehrerseminar in Elsterwerda. Anschließend war er bis 1913 als Lehrer in Halle tätig und machte eine weitere Ausbildung zum Mittelschullehrer. 1913 wechselte er nach Berlin, wurde aber bald zum Kriegsdienst einberufen, den er in Russland absolvierte. Danach war er noch bis 1942 in Berlin als Lehrer tätig.
Da Lehmann ein sehr verbreiteter Name war, nannte er sich ab 1918 Paul Lehmann-Fahrwasser mit Bezug auf seinen Geburtsort Neufahrwasser. Sein jüngerer Bruder Georg, geboren am 8. Februar 1887, wurde ebenfalls Kunstmaler unter gleichem Namen Lehmann-Fahrwasser. Dies führte verständlicherweise zu Verwechslungen, die Paul 1923 dazu brachten, seinen Künstlernamen in Lehmann-Braunss  zu ändern. Den Zusatz Braunss entlehnte er dem Geburtsnamen seiner Schwiegermutter. 1930, bei der Eintragung des Künstlernamens als Familiennamen, wurde das endende Doppel s behördlich nicht gestattet und in ein einfaches s verändert. Erste Werke (Aquarelle) werden mit PL signiert. Der Künstlername von 1918 bis 1923 war Paul Lehmann-Fahrwasser, jener von 1923 bis 1930 Paul Lehmann-Braunss  und ab 1930 schließlich Paul Lehmann-Brauns. Das Adressbuch verzeichnet ihn noch 1943 als Lehrer mit dem Namen Lehmann-Braun in der Steglitzer Bismarck-Str. 67.
Sein Bruder behielt den Namen Georg Lehmann-Fahrwasser zeitlebens als Künstlernamen bei.
In der Zeit des Nationalsozialismus war Lehmann-Brauns Mitglied des nazistischen Frontkämpferbunds Bildender Künstler und der Reichskammer der bildenden Künste. Für diese Zeit ist seine Teilnahme an neun großen Ausstellungen sicher belegt, darunter 1939 und 1940 die Frühjahrsausstellungen des Frontkämpferbundes in Berlin.

### Motive
Für den in Berlin lebenden Maler bildeten die nordfriesischen Inseln den Schwerpunkt seiner Motive, wobei die Insel Föhr eine herausragende Rolle spielte. Neben den Bildern aus Nordfriesland, die auch viele Bilder der Halligen umfassten, gelten folgende Motive als Schwerpunkt: Industrielandschaften und Industriebilder (Mitte 1920er Jahre), Marinebilder, Hafen Hamburg, Berlin und Potsdam, Riesengebirge, Thüringer Wald und Mittelgebirge.